# Saab Automobile
La Saab Automobile AB è stata una casa automobilistica svedese fondata nel 1945 da Saab AB.

## Storia
Nel 1945 Saab, società svedese specializzata nella produzione di aeroplani, avviò il progetto per lo sviluppo di un'automobile: Progetto 92. Il 10 giugno 1947 venne presentato alla stampa il primo prototipo: UrSaab. Tra le caratteristiche estetiche va menzionato il design del montante "C" che diverrà un elemento distintivo per le successive vetture e per questo denominato "Saab hockey stick". Nel 1948 venne decisa la sede, la città di Trollhättan, e lo stabilimento presente venne convertito dalla produzione di aeroplani a quella di automobili. Nel 1949 fece la comparsa il primo modello di serie, Saab 92, che venne prodotto in circa 20 000 unità prima di essere sostituito nel 1955 dalla Saab 93. Nel 1959 la gamma venne ampliata con l'entrata in produzione della 95, la versione familiare della 93. In questi anni venne prodotta anche una vettura da competizione: Saab 94 (Sonett I).

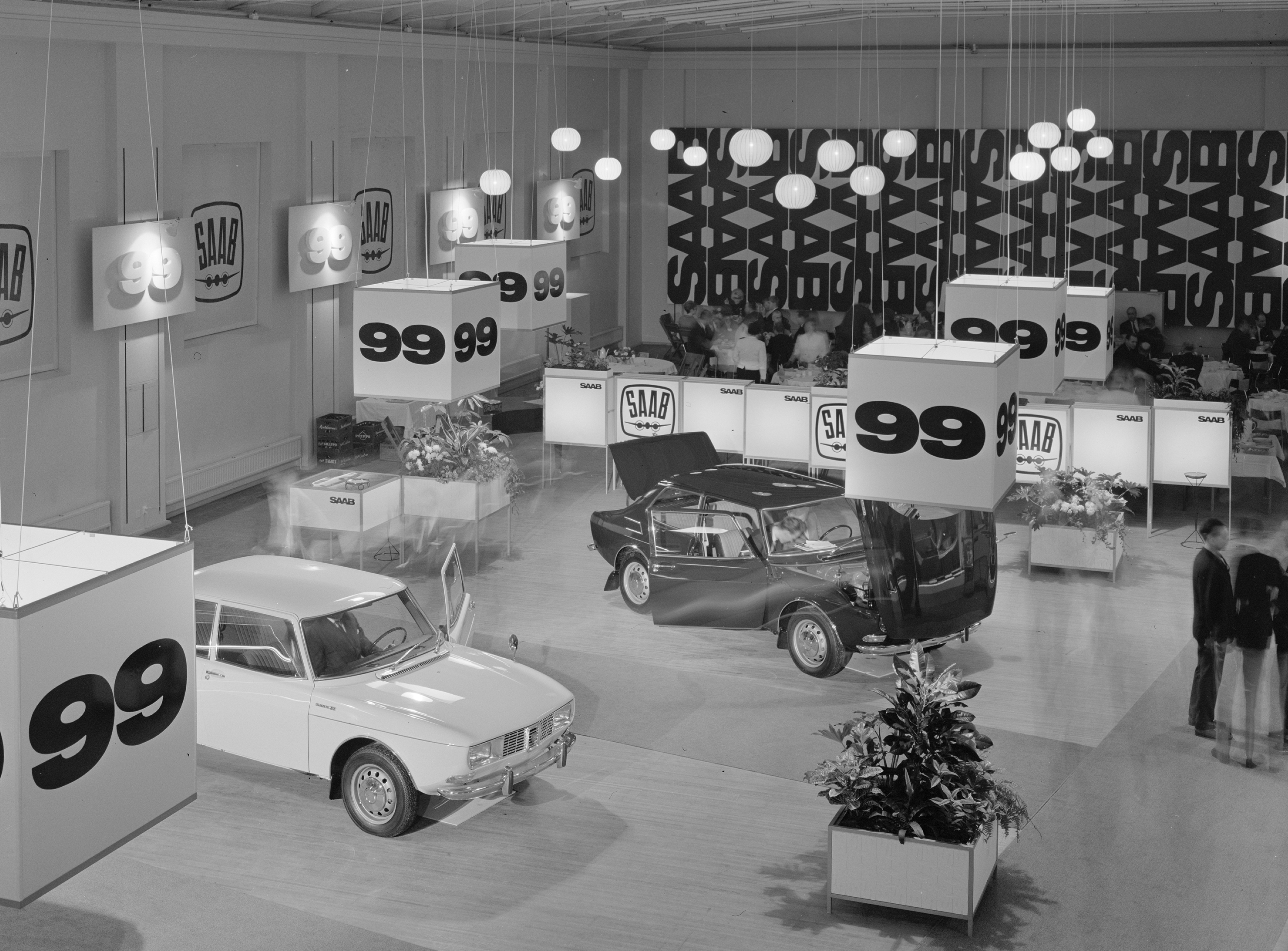
Anteprima a Stoccolma della Saab 99 nel novembre 1967, già pronta per il dopo-Dagen H avvenuto appena due mesi prima.

Nel 1960 venne presentata la 96. Questa fu la prima vettura a essere esportata, al di fuori della Svezia, riscuotendo un notevole successo grazie alla vendita di 550 000 unità. Nel 1968 la 96 venne affiancata dalla 99: la prima automobile completamente nuova dopo quasi vent'anni in quanto la 93 e la 96 erano evoluzioni della 92. La 99 è stata uno dei modelli più importanti in quanto presenta diverse innovazioni che hanno caratterizzato le automobili Saab per i decenni futuri (in parte dovuti anche al Dagen H avvenuto subito prima della sua messa in commercio e a varie migliorie stradali introdotte contestualmente).
Nel 1969 Saab AB si fuse con Scania-Vabis, azienda svedese produttrice di veicoli industriali, formando la società Saab-Scania AB. Nel 1973 Saab presentò una versione della 99 che diventerà una icona: 99 Combi-Coupé. Nel 1976 fu prodotta la milionesima automobile Saab. Nel 1977 venne presentata la 99 turbo che è ricordata come la prima auto al mondo, prodotta in grande serie, ad essere dotata di un motore turbocompresso.
Nel 1978 la 99 venne affiancata dalla Saab 900 che, con 1.9 milioni di unità vendute, è stato il modello di maggior successo della casa svedese. Nel 1979 la 99 turbo, guidata dal pilota svedese Stig Blomqvist, fu la prima auto al mondo con motore turbocompresso a vincere un rally nella storia del Campionato mondiale rally. Nel 1982 venne presentato il Saab APC System, il sistema elettronico di gestione della sovralimentazione mediante turbocompressore.
In quegli anni Saab e Fiat firmarono un accordo che ha permesso la commercializzazione della Lancia Delta in Svezia e Norvegia sotto il nome di Saab 600. Nel 1984 venne presentata la Saab 9000 sviluppata sul progetto in comune Tipo 4.
Nel 1989 Saab-Scania AB venne acquistata da Investor AB, una società svedese di investimenti, che scisse il gruppo in divisioni specializzate. La divisione aerospaziale denominata Saab AB, la divisione automobili e la divisione veicoli industriali vennero rese indipendenti formando Saab Automobile AB.
Nel 1990 General Motors acquistò, per 600 milioni di dollari, il 51% delle quote della divisione automobili di Saab Automobile AB con l'opzione di acquistare le quote rimanenti entro dieci anni.
Nel 1994 venne presentata la nuova 900 basata sul pianale GM2900. Tra le innovazioni principali, adottate su tutti i modelli, si ricorda il Saab Trionic 5: l'esclusivo sistema di iniezione elettronica e sovralimentazione del propulsore tramite Direct Ignition (accensione diretta) ed APC.
Nel 1995 la divisione automobili chiuse l'esercizio con il bilancio in positivo per la prima volta dopo sette anni. Nello stesso anno la divisione veicoli industriali Scania AB fu scorporata da Saab Automobile AB.
Nel 1997, in occasione del cinquantesimo anniversario dalla presentazione della prima autovettura, venne introdotta la 9-5 (in sostituzione della 9000) con il nuovo sistema gestione motore Saab Trionic 7. Nel 1998 la 900, dopo 1100 migliorie tecniche, fu rinominata 9-3. Nel 1999 viene resa disponibile la versione familiare della 9-5.
Nel 2000 General Motors acquistò, per 125 milioni di dollari, il rimanente 49% delle quote di Saab Automobile AB da Investor AB. Nel 2002 Saab presentò la 9-3 SportSedan progettata sul pianale GM Epsilon con il nuovo sistema gestione motore Saab Trionic 8.
Nel 2005 Saab presenta la tecnologia BioPower rendendo possibile alimentare i motori tramite combustibile E85. Solo per alcuni mercati venne presentata la 9-2X (versione Saab della Subaru Impreza) e la 9-7X (versione Saab del Chevrolet TrailBlazer); nello stesso anno apparve la 9-3 SportHatch.
Nel dicembre 2008 General Motors colpita dalla crisi mise in vendita Saab Automobile AB e cessò di fornire supporto. A causa del mancato supporto economico, Saab Automobile AB finì in amministrazione controllata. Nell'agosto 2009 General Motors firmò un accordo per la cessione entro l'anno di Saab Automobile alla Koenigsegg (casa automobilistica svedese specializzata in vetture supersportive). La trattativa non è andata più avanti a causa delle difficoltà di Koenigsegg nell'accumulare i fondi necessari per l'acquisto. General Motors annunciò che avrebbe chiuso Saab Automobile AB nel 2010 se non fosse riuscita a trovare un nuovo compratore entro il 2009. Nel novembre del 2009 venne presentata la nuova Saab 9-5.
Il 26 gennaio 2010 Spyker Cars, anch'essa specializzata in vetture supersportive, acquistò per 74 milioni di dollari Saab Automobile AB; venne formato il gruppo Swedish Automobile comprendente Saab Automobile AB e Spyker Cars. Victor Muller, amministratore delegato e fondatore della Spyker Cars, dichiarò in un'intervista che l'acquisizione era stata finanziata dall'imprenditore russo Vladimir Antonov con la conoscenza di General Motors e che il governo svedese aveva accettato di fare da garante per un prestito di 4,2 miliardi di corone dalla Banca europea degli investimenti. Nel mese di marzo riprese la produzione negli stabilimenti svedesi ed a ottobre venne fissato l'obiettivo di produrre tra i 30 000 e i 35 000 veicoli come conseguenza della necessità di riprendersi dalla chiusura degli impianti a inizio anno; fu la seconda volta in meno di tre mesi che la previsione della produzione venne tagliata. Nel 2010 Saab Automobile vendette 31 696 vetture.
Alla fine del 2010 venne presentata la 9-3 ePower SportHatch, la prima station wagon elettrica al mondo.
All'inizio di aprile 2011 diverse aziende interruppero la catena di fornitura di componenti allo stabilimento di Trollhättan a causa di fatture insolute; Saab Automobile fu costretta a fermare nuovamente la produzione il 5 aprile 2011. Il 16 maggio Victor Muller annunciò di aver siglato un accordo, con le società Youngman e Pang Da, secondo il quale Swedish Automobile avrebbe ceduto Saab Automobile AB per 140 milioni di dollari. Il 60% delle quote sarebbero state cedute a Youngman mentre il 40% a Pang Da. Il 27 maggio la produzione riprese temporaneamente per far fronte alle richieste inevase e tentare di completare alcune vetture. Il 7 settembre Saab Automobile presentò istanza di protezione al fallimento per la seconda volta in meno di tre anni. L'obiettivo era quello di mantenere in vita la società fino all'approvazione del governo cinese al finanziamento di 245 milioni di euro concordato a giugno con Pang Da e Youngman. Il 28 ottobre 2011 venne annunciata la vendita di Saab Automobile AB a Youngman e Pang Da per una cifra di 100 milioni di euro; ciò permise il ritiro della domanda di ristrutturazione presentata in tribunale. Verso la fine del 2011 iniziò la produzione del suv 9-4X. Il 6 dicembre General Motors, essendo proprietaria dei brevetti, vietò la fornitura di parte della tecnologia (soprattutto per i nuovi modelli 9-5 e 9-4X) a Saab Automobile, affermando di non essere interessata a collaborare con i nuovi soci. Il 19 dicembre 2011 Saab Automobile presentò istanza di fallimento presso la Corte Svedese e l'azienda fu posta in amministrazione controllata. Durante tali eventi molti Club di appassionati in tutto il mondo organizzarono raduni e una campagna di boicottaggio contro General Motors; mediaticamente venne riempita la pagina ufficiale Facebook con il messaggio "Let Saab go" ("Lasciate andare Saab").
Nel marzo 2012, catene di montaggio ferme e procedura liquidatoria in fase conclusiva, le ultime 9-3 Cabriolet e le cinquanta 9-5 rimaste incompiute sui piazzali e lungo le linee di produzione furono acquisite in due tempi assieme a tutti i componenti dalla concessionaria Ana (il più grande rivenditore di Trollhättan). Sarà quest'ultimo a provvedere al completamento delle autovetture e alla loro vendita. Con l'acquisto della ricambistica superstite (le forniture erano già scarse a causa della cessata attività di molti produttori di componenti) la stessa Ana si è garantita rilevanza nel mercato del post-vendita.
Il 13 giugno 2012 NEVS (National Electric Vehicle Sweden), azienda svedese specializzata nella produzione auto elettriche, ha acquistato Saab Automobile AB e i suoi impianti a Trollhättan. NEVS iniziò la progettazione di una versione elettrica della 9-3 prevista per il 2013-2014.
Il 26 agosto 2012 Scania AB ha annunciato che non avrebbe autorizzato NEVS ad utilizzare lo storico logo (il grifone) temendo che quest'ultima potesse farne un cattivo uso.
L'8 gennaio 2013 la Qingdao ha acquistato il 22% delle quote di NEVS, per due miliardi di corone, impegnandosi inoltre a ospitare nei suoi impianti le catene di montaggio delle 9-3 destinate al mercato cinese. Il 12 agosto gli impianti di Trollhättan sono rientrati in funzione in vista della ripresa della produzione della 9-3. Il 19 settembre uscì dalle catene di montaggio la prima automobile Saab dell'era NEVS (identica alla 9-3 e destinata a essere utilizzata in alcuni test). Il 2 dicembre 2013 NEVS, dopo aver stretto accordi per la fornitura di alcuni componenti che sostituirono quelli forniti da General Motors, riprese la produzione della 9-3 presentando alcuni aggiornamenti estetici e montando il motore a gasolio TTiD. Il 10 dicembre 2013 riprese la commercializzazione della 9-3 in Svezia e Cina.
Nel novembre 2013 la società Saab Automobile Parts, collegata a Saab Automobile AB e produttrice di componenti e parti di ricambio, viene rinominata Orio AB. Tuttora produce componenti e parti di ricambio per le auto Saab presenti in tutto il mondo.
Il 20 maggio 2014 NEVS ha interrotto la produzione a causa dell'interruzione dell'accordo con Qingdao. Il 28 agosto 2014 NEVS ha presentato un'istanza di protezione dal fallimento. Il giorno successivo Saab AB ha cancellato la licenza per l'utilizzo del marchio SAAB. Verso la fine del 2014 NEVS inizia la costruzione di un altro stabilimento a Tianjin in Cina per la produzione della 9-3 elettrica.
Nel 2015 NEVS vende i brevetti della 9-3 al governo turco. Verso la fine del 2015 chiude un contratto per la fornitura di vetture elettriche ad una grande società di noleggio cinese.
Nel febbraio 2016 Saab AB afferma nuovamente il divieto di utilizzo del marchio SAAB e del logo del grifone. Il 21 giugno 2016 NEVS, non avendo più la licenza, ha annunciato che non utilizzerà più il marchio SAAB.
Attualmente è possibile ammirare tutte le vetture e tutti i prototipi che hanno fatto la storia Saab presso il Saab Car Museum a Trollhättan in Svezia.

## Le autovetture Saab
La prima Saab definibile "di serie", la 92, compare nel 1949. Nel marzo del 1954 esce dagli stabilimenti di Tröllhattan la decimillesima Saab. Il primo sostanziale mutamento rispetto alla versione originaria viene effettuato nel 1955 quando la 92 B è sostituita dalla 93. Contemporaneamente viene presentata la 95 (versione wagon della 93). Il numero di Saab prodotte ha raggiunto, alla fine del 1965, la cifra di 250 000 unità. Nel 1966 iniziano i collaudi su strada della nuova vettura presentata ufficialmente nel 1968 sotto la denominazione di Saab 99. La nuova Saab rimane immutata per circa tre anni fino a quando nel 1977 diventa turbo e nel 1979 viene presentata la 900. Modelli di successo risultano poi la 900 convertible e la 9000 del 1985. All'alba del XXI secolo i modelli maggiormente rappresentativi sono la 9-3 e la 9-5. L'ultima 9-3, disegnata dall'équipe del centro stile Saab diretto da Jason Castriota e progettata sul pianale del concept del 2011 Saab PhoeniX (come la fenice che risorge dalle ceneri), avrebbe dovuto porre le basi per i futuri modelli Saab.

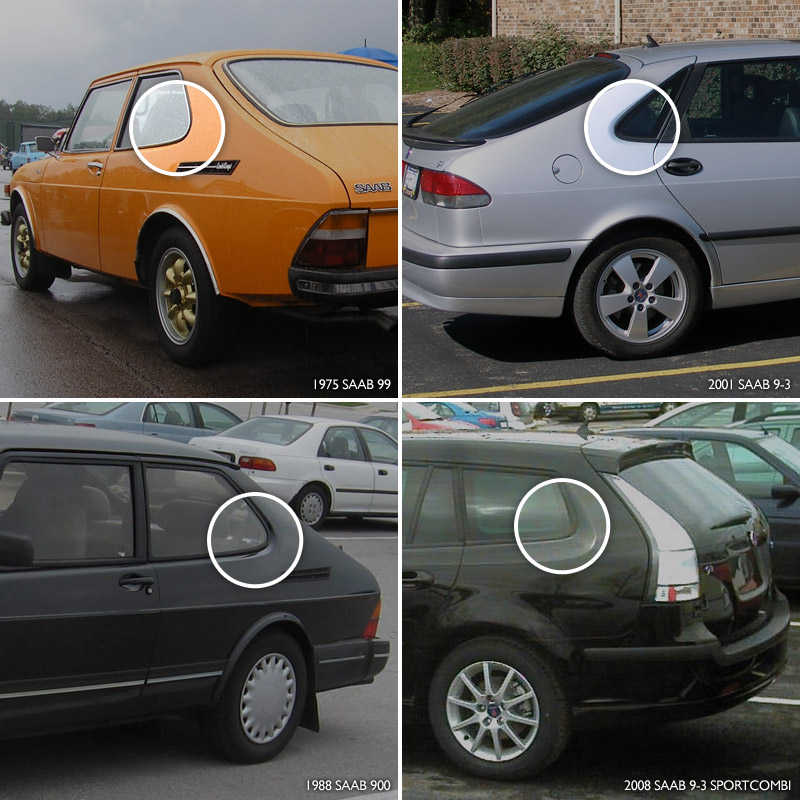
Il tipico design del montante posteriore presente sulle vetture della casa svedese

Saab hockey stick è il nome dato al particolare design del montante "C" e della parte bassa del finestrino posteriore che ricorda la forma del bastone da hockey su ghiaccio. Questa caratteristica stilistica, apparsa sul primo prototipo di automobile UrSaab nel 1947, venne adottata per la maggior parte delle vetture Saab e mantenuta anche per i modelli più recenti divenendo un segno distintivo. Una scelta di continuità stilistica simile la ritroviamo solo nel gomito di Hofmeister adottato dalla BMW.

### Modelli di automobili

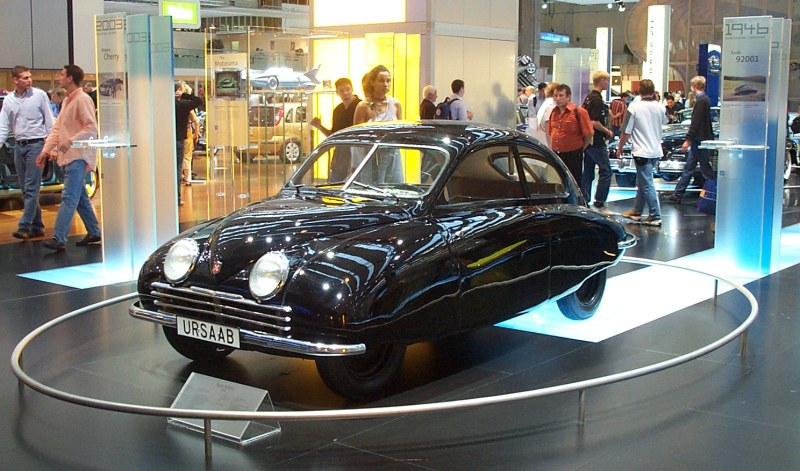
92.001 UrSaab

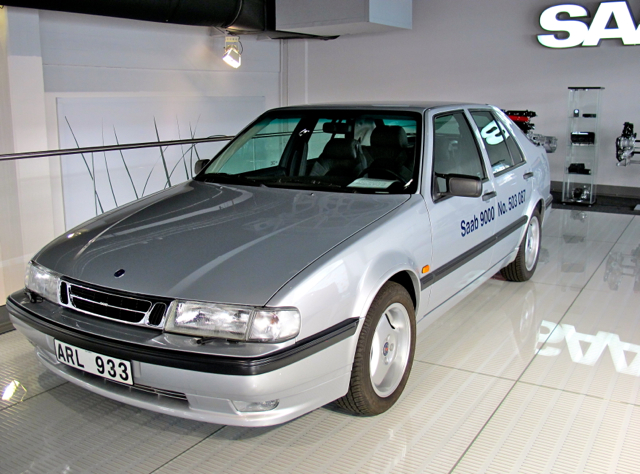
9000

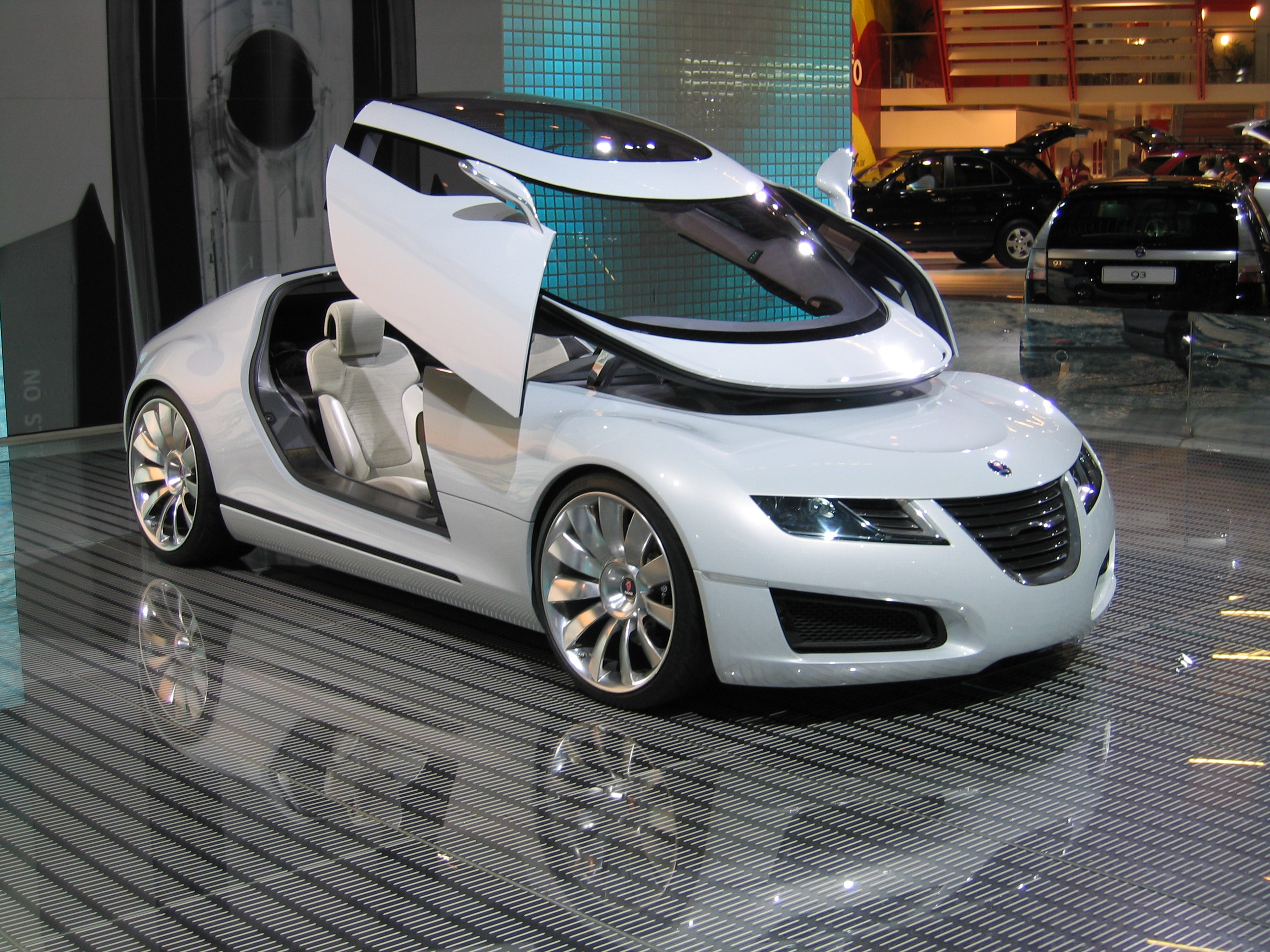
Aero X

| Modelli di serie | Concepts e prototipi |
| --- | --- |
| - 92 (1949-1952) - 92B (1953-1956) - 93 (1956-1958) - 93B (1957-1959) - 93F (1959) - GT750 (1958-1960) - 94 (Sonett I) (1955-1957) - 95 (1959-1978) - 95 V4 (1967-1978) - 96 (1960-1968) - 96 V4 (1967-1980) - Formula Junior (1960) - 97 (Sonett II) (1966-1969) - 97 (Sonett III) (1970-1974) - 99 (1968-1984) - 900 (1979-1994) - 600 (1980-1982) - 90 (1985-1987) - 9000 (1984-1998) - 900 (1994-1998) - 9-3 (1998-2003) - 9-5 (1997-2010) - 9-5 Wagon (1999-2010) - 9-3 SportSedan (2002-2014) - 9-3 SportHatch (2005-2012) - 9-2X (2004-2006) - 9-7X (2005-2009) - 9-3X (2009-2012) - 9-5 (2009-2012) - 9-5 Wagon (2011-2013) - 9-4X (2011-2012) | - 92.001 UrSaab (1947) - Saab Monster (1959) - 60 (1962) - Quantum (1962) - Catherina (1964) - MFI 13 (1965) - Toad (Paddan) (1966) - 98 (1974) - Viking (1982) - EV-1 (1985) - 9000 Cabriolet (1989) - 9XX (1991) - 9000 Prometheus (1993) - 9X (2001) - 9-3X (2002) - 9-3 SportHatch (2003) - 9-6X (2005) - Aero X (2006) - 9-5 BioPower 100 (2007) - 9-X Air (2008) - 9-X Biohybrid (2008) - 9-4X (2008) - 9-3 ePower (2010) - 9-2 (2010) - PhoeniX (2011) |